# Răutăciosul adolescent
Răutăciosul adolescent este un film românesc din 1969, regizat de Gheorghe Vitanidis după un scenariu scris de prozatorul Nicolae Breban. Rolurile principale au fost interpretate de actorii Irina Petrescu, Iurie Darie, Virgil Ogășanu, Ioana Bulcă, Horea Popescu și Zizi Șerban.
Filmul are structura unui flash-back, în care un doctor orgolios îi povestește unui medic mai tânăr, care-l vindecase de o boală grea, o poveste de dragoste trăită de el cu o asistentă medicală. Această aventură sentimentală l-a scos pentru scurt timp „din lumea conformismului și minciunii convenționale în care se complace «cu distincție», și în care revine, consecvent principiului său că «un bărbat superior nu poate iubi o femeie de condiție incertă»”.
Acest film a fost propunerea României la Premiul Oscar pentru cel mai bun film străin în 1970, dar nu a intrat în concurs. El a participat la cea de-a VI-a ediție a Festivalului Internațional de Film de la Moscova, unde Irina Petrescu a obținut Premiul pentru cea mai bună actriță.

## Rezumat
Într-o seară, la sfârșitul unui concert organizat la Ateneul Român, medicul Filip Palaloga (Iurie Darie), șef de secție la Spitalul Brâncovenesc, îl observă în mulțime și îl abordează pe medicul Laurențiu Nicola (Virgil Ogășanu), care-l vindecase în urmă cu doi ani de o boală grea. Cei doi merg împreună la un restaurant, iar tânărul medic, care avea o figură de „adolescent întârziat” (Palaloga îi compară figura plină de grație feminină cu cea a Sfântului Ioan Botezătorul din pictura lui Leonardo da Vinci), îl recunoaște cu greu pe fostul său pacient despre care afirmă că este „formidabil de schimbat”. Medicul Palaloga este un chirurg ortoped orgolios, care afirmă că nu-i place să-și amintească de acele ceasuri de suferință și degradare fizică prin care trecuse, mărturisind că-i era totuși recunoscător dr. Nicola pentru că l-a vindecat.
În seara următoare, Nicola se duce la domiciliul lui Palaloga, unde reiau conversația întreruptă de la restaurant. Cei doi rememorează o noapte petrecută cu doi ani în urmă, când pacientul Palaloga, speriat de perspectiva morții, îi cere cu disperare medicului său curant să-i ofere încă cinci săptămâni de viață. Deși chirugul ortoped afirmă că nu vrea să-și amintească acea perioadă, mai tânărul său confrate îl supune unui adevărat interogatoriu, provocându-l în mod răutăcios să-i povestească ce a făcut în acele cinci săptămâni de convalescență. Medicul Nicola „forează” în memoria fostului pacient, jucând rolul conștiinței critice a lui Palaloga și fiind de fapt un alter ego al său.
Deși Palaloga încearcă la început să se eschiveze, la insistențele răutăcioase ale colegului său de breaslă, el începe să povestească ce a făcut în acele cinci săptămâni de convalescență din luna octombrie. În prima parte a concediului său, medicul a încercat să se refacă și a lucrat la o comunicare în legătură cu o metodă operatorie mai rapidă la rupturile de menisc. Plictisindu-se, el se duce la clinică și îl surprinde pe colegul său, conferențiarul Tita, în timp ce încerca să o sărute în camera de gardă pe asistenta nou-angajată Ana Patriciu (Irina Petrescu). Aceasta din urmă nici nu accepta și nici nu refuza avansurile medicului, ci se prăpădea de râs. Palaloga se simte atras de asistentă, deși o considera „o femeie de o condiție destul de incertă”, fiind nedumerit de atitudinea ei echivocă. El telefonează a doua zi la spital, cerându-i pe un ton categoric, ca de la șef la subaltern, o întâlnire. Femeia acceptă, deși avea un alt program, și merge împreună cu el la o braserie și apoi la domiciliul medicului. Ajunși acolo, Palaloga îi spune apoi să plece.
El o așteaptă în ziua următoare în fața spitalului, dar ea ezită și o convinge pe frumoasa doctoriță Maia Dobrin (Ioana Bulcă) să ia masa toți trei împreună la cantină. Ana îi părăsește la un moment dat, lăsându-l pe Palaloga cu doctorița Maia care flirta deja cu el. În aceeași seară, medicul se duce la garsoniera asistentei, unde o așteaptă un timp neprecizat. Femeia se întoarce împreună cu un prieten pe nume Săbăduș (Ion Anghel), iar Palaloga își cere scuze și pleacă. Ajuns acasă, medicul este sunat la telefon de asistentă, care își dă întâlnire cu el la farmacia din fața blocului său. După un moment de ezitare, Palaloga coboară, iar cei doi își dezvăluie sentimentele de dragoste.
În ziua următoare, asistenta își ia concediu, iar cei doi iubiți merg împreună pe litoral, unde stau aproape două săptămâni. Medicul considera că acestea au fost „cele mai calme și nebune zile din câte am trăit, cele mai fericite zile, cele mai fericite săptămâni din viața mea”. S-au împrietenit acolo cu familia Șuta, formată din doi soți în vârstă și nepoțica lor, Gabriela. Ei se întorc apoi la București, dar nu rămân acolo, ci pornesc într-o excursie la mănăstirile din nordul Moldovei, unde stau o săptămână. Trec pe la Mănăstirea Neamț - unde văd craniul grecoaicei Calipso, care s-a iubit cu poetul rus Aleksandr Pușkin - și Mănăstirea Sucevița. În ultima zi petrecută acolo, Ana a dispărut circa opt ore, timp în care a hoinărit prin ploaie pe dealurile din apropiere, și s-a întors în cameră udă leoarcă. Palaloga a căutat-o și, negăsind-o, i s-a făcut frică. Sosirea ei în cameră a făcut ca spaima să i se accentueze. Femeia i-a spus în acea seară că a venit la întâlnirea din prima zi dintr-un sentiment de milă față de medicul orgolios și mizantrop, temându-se că astfel i-ar distruge încrederea în sine. Cei doi s-au iubit în acea noapte „ca niciodată, cu bucurie și cu teamă în același timp”.
Reîntoarcerea celor doi la București aduce și fatala lor despărțire. Asistenta medicală s-a transferat la un alt spital, înțelegând și acceptând că a fost doar o femeie pentru o vacanță. Medicul a mai văzut-o apoi de două ori: o dată a urmărit-o cu mașina, iar a doua oară s-a dus acasă la ea, unde a găsit-o absentă, imobilă și rece ca o statuie. Palaloga a început o relație cu doctorița Maia, pe care nu a iubit-o niciodată, dar cu care se simțea bine în lume.
În timp ce-l conduce acasă cu mașina pe tânărul său confrate, Palaloga i se confesează că spaima trăită în ultima seară pe care o petrecuse cu Ana se datora nu faptului că ea l-ar fi părăsit, ci că el urma să o părăsească. Medicul afirmă că nu vrea să o mai caute pe fosta lui iubită (care a fost singura lui slăbiciune într-o viață trăită cu luciditate) și-l abandonează în drum pe Nicola.

## Distribuție
- Irina Petrescu — Ana Patriciu, asistentă medicală
- Iurie Darie — dr. Filip Palaloga, medic ortoped, șef de secție la Spitalul Brâncovenesc
- Virgil Ogășanu — dr. Laurențiu Nicola, medicul care l-a vindecat pe Palaloga
- Ioana Bulcă — dr. Maia Dobrin, subalterna dr. Palaloga
- Horea Popescu — farmacistul
- Zizi Șerban — femeia din farmacie
- Liana Antonova (menționată Mania Antonova)
- George Aurelian — domnul Șuta, pensionar venit la mare
- Ion Anghel — Săbăduș, prietenul Anei
- Viorica Făină Borza — Vica Șuta, profesoară de muzică, soția dlui Șuta
- Dan Herdan
- Coca Enescu
- Ștefan Niculescu Cadet — conf. univ. dr. Tita, colaboratorul dr. Palaloga (menționat Șt. Niculescu Cadet)
- Sorin Balaban
- Dana Dumitrache
- Ion Hulea
- Daniela Gurău
- Mihai Brediceanu — dirijorul concertului de la Ateneu

## Producție
Scenariul filmului a fost scris de prozatorul Nicolae Breban, care a debutat astfel ca scenarist. Autorul a susținut că a scris scenariul în 1966. Scenariul urmărea să nuanțeze o „iubire imposibilă” dintre un medic și o asistentă medicală.
Filmul a fost produs de Studioul 3 al Casei de Filme București, fiind regizat de Gheorghe Vitanidis. Intrarea filmului în faza de producție a avut loc la jumătatea lunii iulie a anului 1968. Filmările s-au desfășurat în vara și toamna anului 1968 și au avut loc la București, Constanța, Mănăstirea Neamț și Mănăstirea Sucevița. Ele au fost realizate în sistem Cinemascop (pentru ecran lat), fiind folosită peliculă Eastman color, prelucrată în laboratoarele de la Buftea.
Regizor secund a fost Radu Gurău, iar director de imagine Aurel Kostrakiewicz. La acest film au colaborat ca asistenți viitori profesioniști din domeniul cinematografiei precum Gheorghe Ilarian (asistent de sunet), Elena Pantazică și Sanda Bălășescu (asistente de montaj). Muzica filmului a fost compusă de Tiberiu Olah, dar coloana sonoră conține și fragmente din oratoriul „Messias” de Georg Friedrich Händel, interpretate de orchestra Filarmonicii George Enescu din București, dirijată de Mircea Cristescu. Versurile recitate în film sunt scrise de poetul Nichita Stănescu.
Decorurile și costumele au fost realizate de arhitecții Marcel Bogos și Rodica Savin, fiind caracterizate de criticul Alice Mănoiu prin „grandomanie scenografică”, argumentată de traiul medicului Palaloga într-un mediu poleit și convențional.
Copia standard a fost finalizată în decembrie 1968. Cheltuielile de producție s-au ridicat la suma de 2.885.000 lei.

## Recepție
Filmul Răutăciosul adolescent a fost vizionat de 1.201.244 spectatori la cinematografele din România, după cum atestă o situație a numărului de spectatori înregistrat de filmele românești de la data premierei și până la data de 31.12.2007 alcătuită de Centrul Național al Cinematografiei. Succesul destul de redus la public s-a datorat stilului analitic prea minuțios și greu digerabil de marea majoritate a spectatorilor.
Actrița Irina Petrescu a obținut Medalia de aur pentru interpretare feminină la Festivalul Internațional al Filmului de la Moscova (1969).
Critica de film a remarcat interpretările actoricești bune realizate de Irina Petrescu și Iurie Darie. Criticul Eugen Atanasiu scria într-un articol publicat în 1969 în revista Magazin că „în Răutăciosul adolescent, Irina Petrescu cristalizează acel aliaj de prospețime și spirit meditativ, de sensibilitate și delicatețe, de romantism și luciditate, de eleganță și bun gust care se materializează în echilibrul original al jocului ei”.
D.I. Suchianu a realizat o analiză detaliată a momentelor componente ale filmului, afirmând că Irina Petrescu dezvăluie treptat fațetele personajului în paisprezece etape. El compara cererea celor cinci săptămâni de viață a medicului Palaloga cu un „contract cu Satana” asemănător cu cel încheiat de Faust cu Mefisto în drama Faust a scriitorului german Johann Wolfgang von Goethe. Asistenta Ana nu are cunoștință de acest „pact cu diavolul”, dar îi intuiește existența și își dă seama abia în ultima noapte, când hoinărește tulburată prin ploaia torențială, că se apropie un soroc.
În Istoria filmului românesc (1897-2000) (Ed. Fundației Culturale Române, București, 2000), criticul Călin Căliman a afirmat că filmul Răutăciosul adolescent este un „film cu lumini și umbre de viață”, „o proză substanțială, cu personaje puternice, cu tentante jocuri între aparențe și esențe (însuși titlul vine din zona aparențelor), cu bine plasate accente psihologice în investigarea universului intim al doctorului Palaloga, eroul povestirii cinematografice”. Criticul aducea elogii filmului, lăudând firul său psihologic și personajele „atașante” create de Irina Petrescu, Iurie Darie și Virgil Ogășanu (care „dintr-un confesor indiscret devine un alter-ego al doctorului Palaloga, zona luminoasă a conștiinței sale, auto-ironia lui purificatoare”). „Construit, o parte, pe un gradat suspense psihologic, filmul se concentrează asupra poveștii de dragoste, recurgând - deopotrivă - la elemente lirice și estetizante”, scria el.
Criticul Tudor Caranfil a dat filmului două stele din cinci și a făcut următorul comentariu: „«Imposibila iubire» dintre un medic infatuat, trăind la adăpostul prestigiului social, în confortul vilei sale exorbitante, și o simplă asistentă medicală. În fața unei maladii fără iertare, medicul se destăinuie mai tânărului său coleg Nicola, cerându-i o lună răgaz să-și recupereze erorile. Motivul confruntării brutale a vieții cu termenul ei, timpul, a fost nu o dată folosit, chiar și la noi, în filme în care fluxul retrospecției pornește de pe patul de suferință. Pe de altă parte, Nicola e un personaj abstract, convenție în genul «Inspectorului de poliție». De-aici și fizionomia filmului, de monolog spart prin dialoguri analitice, specifice prozei scenaristului Nicolae Breban. Dar aventura analizei e, și ea, rezolvată mai curând cu mijloace literare decât filmice. Dintre actori, Darie aduce o maturitate de expresie cuceritoare, reușind un personaj plin de distincție și orgoliu, în același timp seducător și respingător. Memorabilă și partitura compozitorului Tiberiu Olah.”
Într-o analiză mai recentă a filmului, Ioan Lazăr considera că Răutăciosul adolescent este „un etalon al spargerii șabloanelor”, care prezintă un eșec sentimental și ignoră tezismul filmelor românești din deceniul precedent. Acest film prezintă o poveste de dragoste într-un mod filozofic și nu comercial, aceasta fiind considerată una dintre calitățile sale. Criticul elogiază muzica inspirată compusă și dirijată de Tiberiu Olah, precum și interpretarea inteligentă și expresivă a Irinei Petrescu.
Nu toți criticii au apreciat însă calitățile filmului. Într-un studiu publicat în 1976, Alice Mănoiu scria că filmul este conceput într-un „stil-reclamă: «vizitați litoralul și mănăstirile»”, afirmând că aceasta poate distruge emoția spectacolului. Ea afirma că decorurile inspiră grandomanie și falsitate, iar imaginile sunt inundate de „băi de lumină”, și critica faptul că Irina Petrescu apărea în scene „foarte «sexy» ca pentru o reclamă turistico-mondenă”.

## Legături externe
- Răutăciosul adolescent la Internet Movie Database
- Răutăciosul adolescent la CineMagia